# Tais Alvarenga
Tais Alvarenga (Rio de Janeiro, 1 de julho de 1986) é uma cantora, compositora e pianista brasileira.

## Carreira

### 2010–2016: Início
Tais Alvarenga é formada em trilha musical para filmes na Universidade de Boston Berklee College of Music. Em 2012, participou do projeto da Universal Music de novos talentos da MPB intitulado Sarau (2012). Neste projeto, Tais apresentou duas canções autorais "Sai de Casa" e "Ainda Penso".

### 2017–19:Coração Só
Em novembro de 2017, Tais lançou seu primeiro single, "Você Se Enganou", pela Sony Music. Em março de 2018, foi lançado seu álbum de estreia, intitulado Coração Só (2018), produzido por Pupillo e que possui co-produção da artista.

## Discografia

### Álbuns de estúdio
| Álbum      | Detalhes                                                                                  |
| ---------- | ----------------------------------------------------------------------------------------- |
| Coração Só | - Lançamento: 9 de março de 2018 - Formatos: CD, download digital - Gravadora: Sony Music |

### Singles
Como artista principal
| Ano  | Título            | Álbum      |
| ---- | ----------------- | ---------- |
| 2017 | "Você Se Enganou" | Coração Só |
| 2018 | "Esse Lugar"      | Coração Só |
| 2018 | "Tudo"            | Coração Só |

Como artista convidado
| Ano  | Título                                                  | Álbum                         |
| ---- | ------------------------------------------------------- | ----------------------------- |
| 2016 | "Fé na Luta" (Gabriel, o Pensador part. Tais Alvarenga) | Não adicionado a nenhum álbum |
| 2019 | "Teu Lugar" (Luis Kiari part. Tais Alvarenga)           | Não adicionado a nenhum álbum |